# The Swellers
I The Swellers sono una band pop punk formatasi nel Michigan il 2002.
Il gruppo vanta di aver aperto la tournée del 2009 dei Paramore e di aver condiviso il palco con gruppi rinomati come Less Than Jake, Set Your Goals, Four Year Strong ed altre.

## Influenze
I The Swellers hanno dichiarato di prendere ispirazione da gruppi ascoltati fin dall'adolescenza, prevalentemente punk rock e melodic hardcore come Bad Religion, Rise Against e The Misfits.

## Formazione
- Nick Diener - voce e prima chitarra
- Jonathan Diener - batteria
- Ryan Collins - chitarra
- Anto Boros - basso

## Discografia

### Album in studio
- 2003 - End of Discussion
- 2007 - My Everest
- 2009 - Ups and Downsizing
- 2011 - Good for Me
- 2013 - The Light Under Closed Doors

### EP
- 2005 - Beginning of the End Again
- 2009 - Welcome Back Riders
- 2012 - Vehicle City Blues
- 2012 - Running Out Of Places To Go

### Demo
- 2002 - Long and Hard

### Compilation
- 2005 - First Taste Of The Morning
- 2007 - Pop Punk Loves You 3
- 2008 - Everyone Living Under A Gun
- 2009 - Rock Against Malaria
- 2010 - Take Action! Vol 9.
- 2010 - No Sleep 'Till Christmas 3
- 2010 - Warped Tour 2010 Tour Compilation
- 2011 - Take Action! Vol 10.
- 2014 - B-sides and Rarities
- 2016 - Not Safe To Drink: Music For Flint Water Crisis Relief

### Videoclip
- 2006 - Tunnel Vision
- 2007 - Bottles
- 2009 - Fire Away
- 2010 - Sleeper
- 2011 - The Best I Ever Had
- 2012 - Inside My Head
- 2012 - Hands
- 2013 - Running Out of Places to Go
- 2013 - Should
- 2013 - High/Low
- 2013 - Got Social